# Calliodis picturata
Calliodis picturata är en insektsart som beskrevs av Reuter 1871. Calliodis picturata ingår i släktet Calliodis och familjen näbbskinnbaggar. Inga underarter finns listade i Catalogue of Life.